# Paris Match
Paris Match je francouzský týdeník. Zahrnuje hlavní národní a mezinárodní zprávy a zajímavosti ze života celebrit. Byl založen v roce 1949 průmyslníkem Jeanem Prouvostem.
V roce 1976 Daniel Filipacchi zakoupil ekonomicky slabý Paris Match a přeměnil jej na jeden z nejúspěšnější a nejvlivnějších časopisů ve Francii. Časopis je nyní součástí Hachette Filipacchi médias, která je sama vlastněna skupinou Lagardère Group.
Ve své době měl časopis nezanedbatelné místo v historii fotožurnalistiky za svůj významný přínos v publikování obrazových zpráv.